# The Water That Falls on You from Nowhere
«The Water That Falls on You from Nowhere» es un cuento fantástico escrito por John Chu. Fue publicado originalmente en 2013 en Tor.com, luego reapareció en la colección Wilde Stories 2014.

## Sinopsis
Varias semanas antes del comienzo de la historia, un fenómeno peculiar tiene lugar en todo el mundo: por alguna razón desconocida, cada vez que una persona miente, agua se materializa y se derrama sobre ella. A causa de esto, Matt, un ingeniero biotecnólogo de origen chino, decide salir del armario ante su familia y presentarles a su futuro esposo.

## Opinión de la crítica
El cuento ganó el Premio Hugo al mejor relato corto de 2014. The Guardian lo llamó «profundamente personal», mientras Lambda Literary lo calificó como «destacable». Kirkus Reviews aseveró que era «tan hermoso que duele». Los Angeles Review of Books, en cambio, lo describió como «indudablemente dulce pero a la vez demasiado sentimental».